# Andy Impey
Andrew Rodney "Andy" Impey (Hammersmith, 30 september 1971) is een Engels voormalig betaald voetballer. Impey was een rechtervleugelverdediger. Hij speelde van 1990 tot 2006 achtereenvolgens voor clubs als Queens Park Rangers, West Ham United, Leicester City en Nottingham Forest.

## Clubcarrière

### Queens Park Rangers
Impey begon zijn loopbaan als voetballer in 1990. Zijn professioneel debuut vierde Impey in oktober van dat jaar, in het shirt van Queens Park Rangers. Hij zou uitgroeien tot een monument van de Londense club. Impey is bijvoorbeeld de speler met de meeste wedstrijden voor QPR in de Premier League, de hoogste Engelse voetbaldivisie. Hij stond 142 maal op het veld namens QPR. In 1993 werd de club vijfde van de Premier League, het inaugurele seizoen. In 1996 tuimelde de club, en dus ook Impey, echter uit de Premier League. Zijn totaal aantal wedstrijden voor QPR bracht hij op 188. Impey scoorde ook 13 doelpunten voor The Superhoops.

### West Ham United
In de zomer van 1997 verliet Impey de club waar hij naam maakte. Hij ruilde QPR namelijk in voor West Ham United. West Ham United betaalde £ 1.200.000 ,- aan QPR. Impey en de Israëliër Eyal Berkovic, een aanvallende middenvelder, werden op hetzelfde moment aangetrokken. Impey zou het aanvankelijk niet onder de markt hebben door de concurrentie van Tim Breacker op zijn positie. Ook de in de Verenigde Staten geboren Engelsman Steve Potts, aanvoerder en coryfee van West Ham, kon als rechtsachter uit de voeten. Impey bleef een seizoen op Upton Park en speelde 26 competitiewedstrijden, waarna hij naar Leicester City verkaste.
Toenmalig West Ham-coach Harry Redknapp voelde zich benadeeld want Impey zou zonder zijn toestemming door het clubbestuur zijn verkocht. "Redknapp bedelde of ik wou blijven", aldus Impey.

### Leicester City
Ook bij Leicester City was Impey een bepalende speler voor de defensie. Gedurende vier jaar aan Filbert Street en twee jaar in het gloednieuwe Walkers Stadium kwam hij 152 keer in actie in competitieverband. Een defensie met linkshalf Steve Guppy, de Schotse aanvoerder Matt Elliott, de Noord-Ierse voorstopper Gerry Taggart en Impey hield de club nog enkele jaren in ere-afdeling. In 2004 degradeerde Leicester naar de Championship, waarop een aan Nottingham Forest uitgeleende Impey de tijd rijp achtte om de club te verlaten. Leicester keerde pas in 2014 terug naar de Premier League.

### Nottingham Forest
Impey verhuisde definitief naar Championship-club Nottingham Forest, dat hem in het voorjaar van 2005 verhuurde aan Millwall.

### Coventry City
In september 2005 zette Impey zijn krabbel onder een contract bij Championship-club Coventry City. In 2006 stopte hij met profvoetbal als speler van Coventry.

### Terugkeer naar QPR
Impey werd in 2015 door Queens Park Rangers teruggehaald als jeugdcoach.